# Pomnik partyzanta w Kraśniku
Pomnik Partyzanta w Kraśniku - monument upamiętniający partyzantów ziemi kraśnickiej z lat 1940–1944, symbolizujący pamięć o ich poświęceniu.

## Historia Powstania
Pomnik został odsłonięty 22 lipca 1967 roku, podczas obchodów Narodowego Święta Odrodzenia Polski. Autorem rzeźby jest profesor Franciszek Strynkiewicz z Akademii Sztuk Pięknych w Warszawie. Brązowa figura partyzanta ma wysokość 3,3 metra i stoi na postumencie o wysokości 4,7 metra. W okresie PRL-u pomnik uchodził za najbardziej charakterystyczną budowlę Kraśnika i często pojawiał się na widokówkach.

## Wygląd Pomnika
Rzeźba przedstawia kroczącego partyzanta, trzymającego w prawej ręce radziecki pistolet maszynowy PPSz-41 („pepeszę”). Na piersi i biodrach ma przewieszony pas z nabojami. Jego postawa jest zdecydowana, jakby właśnie zmierzał do akcji bojowej. Ubrany jest w partyzanckie umundurowanie. Podstawę pomnika stanowi masywny cokół z betonu lub kamienia o prostokątnym kształcie. Umieszczono na nim cztery tablice pamiątkowe o charakterze informacyjnym i upamiętniającym.
Tablica frontowa i tylna: Znajduje się na przedniej ścianie cokołu i zawiera napis: „Bohaterskim partyzantom ziemi kraśnickiej 1940–1944”,
za to tylna Wymienia nazwy miejscowości, w których działały oddziały partyzanckie: Rzeczyca, Grabówka, Karpiówka, Świeciechów, Ludmiłówka, Trzydnik.
Tablice boczne: Są ozdobione płaskorzeźbami przedstawiającymi sceny z życia partyzantów.

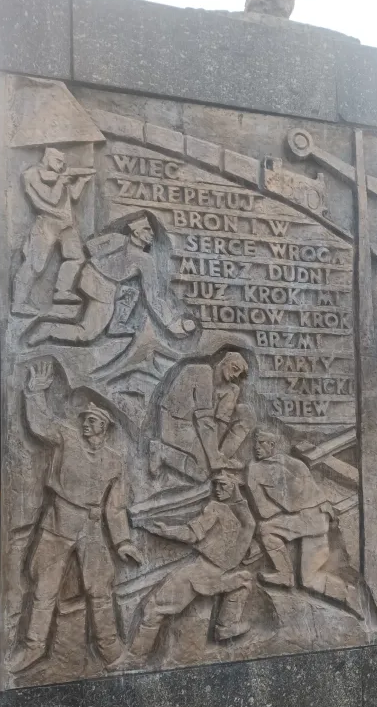
Lewa tablica

Tablica lewa: ukazuje partyzanta żegnającego się z matką przed wyruszeniem do walki. Umieszczono na niej fragment Marszu Gwardii Ludowej: 
„My ze spalonych wsi, my z głodujących miast, za głód, za krew, za lata łez, już zemsty nadszedł czas.”
Tablica prawa: przedstawia partyzantów przygotowujących się do wysadzenia niemieckiego pociągu wojskowego. Jest tam dalsza część pieśni:
„Więc zarepetuj broń i w serce wroga mierz, dudni już krok, milionów krok, brzmi partyzancki śpiew.”

## Kontrowersje
W 2018 roku Instytut Pamięci Narodowej (IPN) uznał pomnik za niezgodny z ustawą o zakazie propagowania komunizmu lub innego ustroju totalitarnego. Wątpliwości wzbudziły elementy takie jak sowiecki pistolet PPSz-41 oraz odniesienia do Gwardii Ludowej. IPN zwrócił także uwagę na obecność fragmentów „Marsz Gwardii Ludowej” oraz wymienienie miejscowości związanych z działalnością Gwardii Ludowej i Polskiej Partii Robotniczej.